# Tutti gli uomini del re (film 1949)
Tutti gli uomini del re (All the King's Men) è un film del 1949 diretto e prodotto da Robert Rossen.
È l'adattamento cinematografico dell'omonimo romanzo del 1946 di Robert Penn Warren vincitore del premio Pulitzer.

## Trama
Il film racconta l'ascesa e le difficoltà di Willie Stark, un uomo onesto che decide di scendere in politica ma che perde progressivamente la sua onestà ed integrità morale con conseguenze devastanti soprattutto nella vita privata; alla fine, la sequenza di bugie, inganni e tradimenti gli costeranno la vita. La trama è ispirata alla vita di Huey Pierce Long, un politico degli anni trenta realmente esistito.

## Riconoscimenti
- 1950 - Premio Oscar
  - Miglior film alla Robert Rossen Production
  - Miglior attore protagonista a Broderick Crawford
  - Miglior attrice non protagonista a Mercedes McCambridge
  - Candidatura Miglior regista a Robert Rossen
  - Candidatura Miglior attore non protagonista a John Ireland
  - Candidatura Migliore sceneggiatura non originale a Robert Rossen
  - Candidatura Miglior montaggio a Robert Parrish e Al Clark
- 1950 - Golden Globe
  - Miglior film drammatico
  - Migliore regia a Robert Rossen
  - Miglior attore in un film drammatico a Broderick Crawford
  - Migliore attrice non protagonista a Mercedes McCambridge
  - Miglior attrice debuttante a Mercedes McCambridge
  - Candidatura Migliore fotografia a Burnett Guffey
  - Candidatura Miglior colonna sonora originale a George Duning
- 1949 - New York Film Critics Circle Award
  - Miglior film
  - Miglior attore protagonista a Broderick Crawford
- 1950 - 15ª Mostra internazionale d'arte cinematografica di Venezia
  - Candidatura Leone d'oro a Robert Rossen
- 1950 - Directors Guild of America
  - Migliore regia a Robert Rossen e Sam Nelson
- 1950 - Writers Guild of America
  - Migliore sceneggiatura in un Film a Robert Rossen
  - Premio Robert Meltzer a Robert Rossen

Nel 2001 è stato scelto per la conservazione nel National Film Registry della Biblioteca del Congresso degli Stati Uniti.

## Manifesti e locandine
La realizzazione dei manifesti per l'Italia fu affidata al pittore cartellonista Anselmo Ballester.

## Remake
Il film ha un remake del 2006, Tutti gli uomini del re di Steven Zaillian.